# Mlečice
Mlečice jsou obec v okrese Rokycany v Plzeňském kraji. Leží asi dvanáct kilometrů severozápadně od Zbiroha a 28 kilometrů severně od Rokycan. Žije zde 325 obyvatel.

## Historie

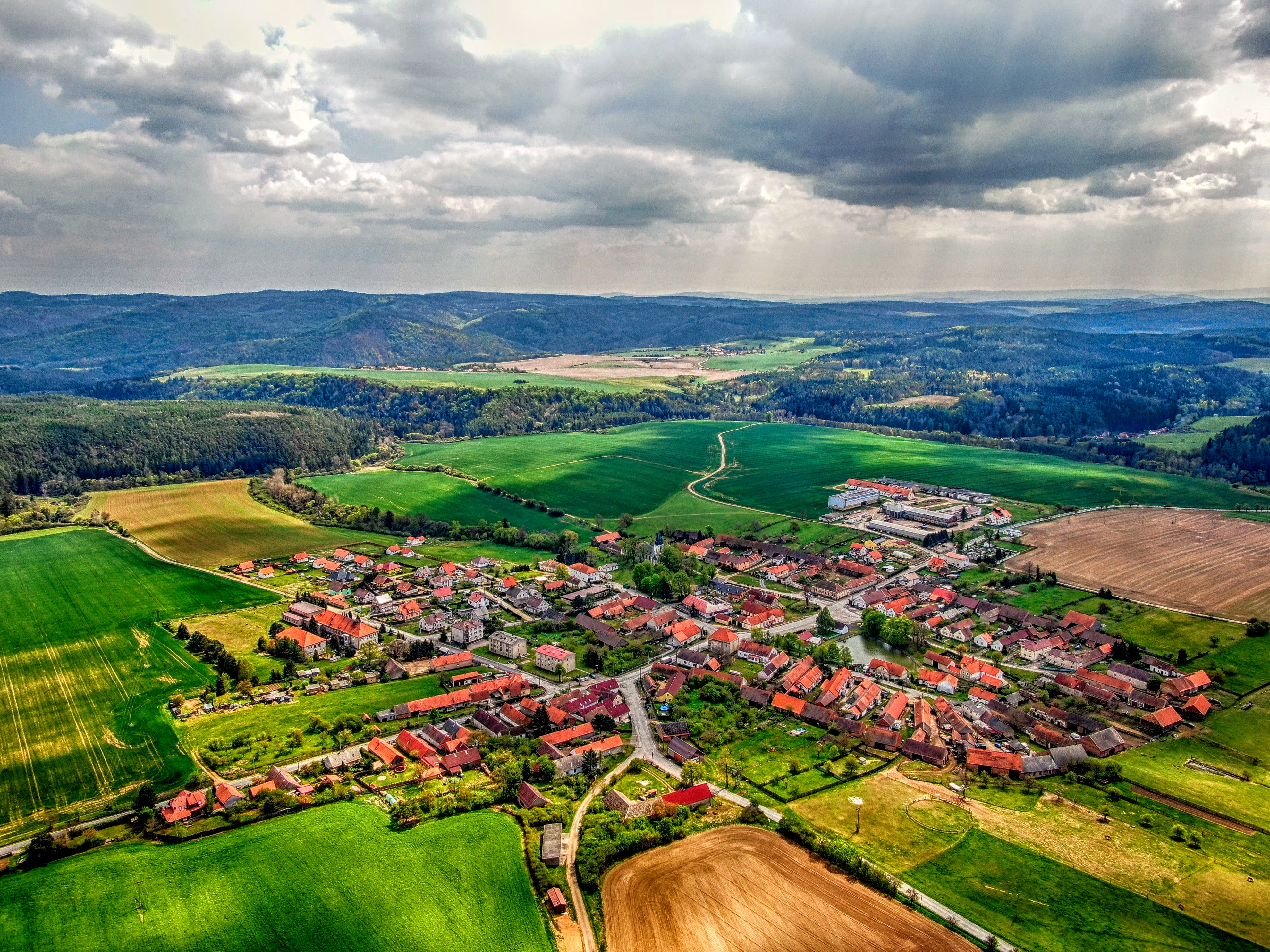
Letecký pohled

V písemných pramenech se ves objevuje poprvé k r. 1227, kdy byla v majetku pražského svatojiřského kláštera. Koncem 13. století byly Mlečice, tehdy zvané Bnečice (též Benětice), královským majetkem připojeným k Týřovu. K polovině 14. století je ve vsi připomínán farní kostel, souběžně s tím zde existoval i vladycký statek Února z Mlečic. V pozdějším období byla i pro Mlečice typická feudální rozdrobenost, kdy ves najednou vlastnilo několik většinou menších feudálů. Vladycký dvůr je zde uváděn ještě k polovině 15. století, stopa po mlečických feudálech se ztrácí někdy na přelomu 15. a 16. věku. V polovině 60. let 16. století byla ves připojena ke zbirožskému panství, při kterém poté setrvala až do konce feudalismu. Na Mlečické zle dolehlo období třicetileté války, když ves vydrancovali v průběhu "ložírování" císařští vojáci. Berní rula zaznamenala v lokalitě krátce po polovině 17. století 17 selských a 2 chalupnické usedlosti, jejichž počet stoupl do následujícího věku na 25. Roku 1885 ves zasáhl mohutný požár, který zničil nejen zdejší kostel, ale i 23 popisných čísel "se vším příslušenstvím". K r. 1839 bylo ve vsi 75 popisných čísel a 460 obyvatel. K r. 2001 bylo v obci evidováno 100 domů a 262 obyvatel.

## Obyvatelstvo
| Rok            | 1869  | 1880  | 1890  | 1900 | 1910 | 1921 | 1930 | 1950 | 1961 | 1970 | 1980 | 1991 | 2001 | 2011 | 2021 |
| -------------- | ----- | ----- | ----- | ---- | ---- | ---- | ---- | ---- | ---- | ---- | ---- | ---- | ---- | ---- | ---- |
| Počet obyvatel | 1 148 | 1 137 | 1 025 | 972  | 944  | 840  | 798  | 543  | 501  | 439  | 387  | 354  | 338  | 283  | 317  |
| Počet domů     | 160   | 168   | 172   | 169  | 167  | 169  | 175  | 176  | 154  | 135  | 125  | 152  | 160  | 160  | 173  |

## Obecní správa

### Části obce
- Mlečice
- Prašný Újezd
- Skoupý

V roce 1869 a od 1. ledna 1980 do 23. listopadu 1990 k obci patřily i Lhotka a Ostrovec, od 1. ledna 1980 do 31. srpna 1990 Terešov a Bílá Skála a od 1. dubna 1980 do 23. listopadu 1990 také Chlum.

### Obecní symboly
Znak a vlajka byly obci uděleny rozhodnutím předsedy Poslanecké sněmovny Parlamentu České republiky dne 22. ledna 2001.

## Vybavenost
V obci je pošta, MŠ a ZŠ (1. stupeň), knihovna, zdravotnické zařízení i obchod se smíšeným zbožím.

## Pamětihodnosti

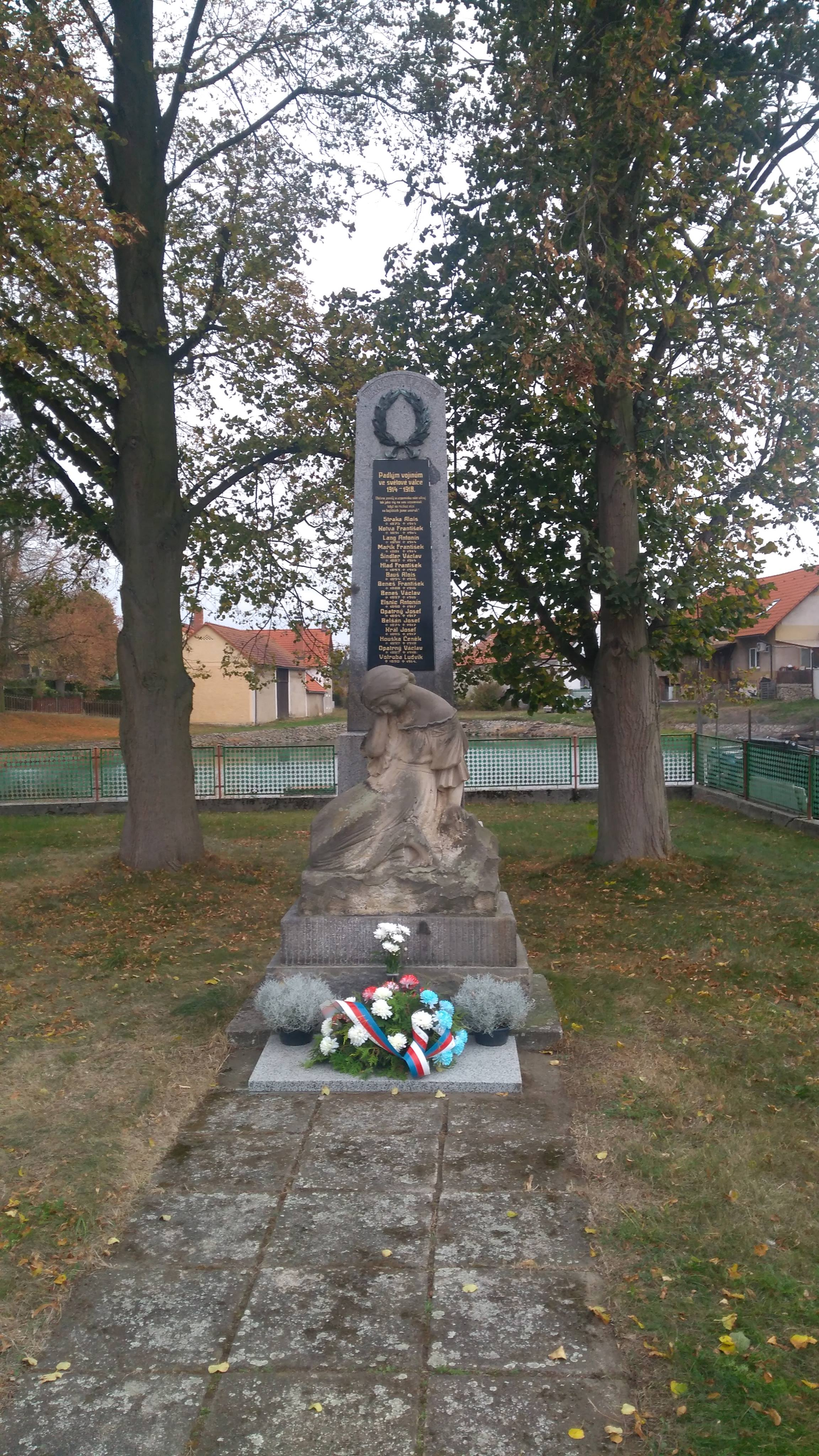
Pomník padlým

- Kostel Nejsvětější Trojice, jednolodní obdélná stavba s pětibokým závěrem a věží v průčelí ze 14. století. Kostel byl po požárech několikrát přestavěn, v roce 1886 regotizován. Loď má plochý strop, v presbytáři jsou křížové klenby. Z původního kostela se zachovaly profilované portály (jižní vchod, vchod do sakristie). Zařízení z 19. století, 5 dřevěných barokních soch a několik obrazů z 18. století.[9]
- Socha Panny Marie Svatohorské z 18. století na návsi
- "V ploše návsi stojí u čp. 32 pomník padlým, který zde byl zřízen roku 1926. Připomíná 16 mlečických mužů, kteří zemřeli na frontách 1. světové války. Pomník doplňuje plastika lkající ženy."[10]